# المسار الهوائي

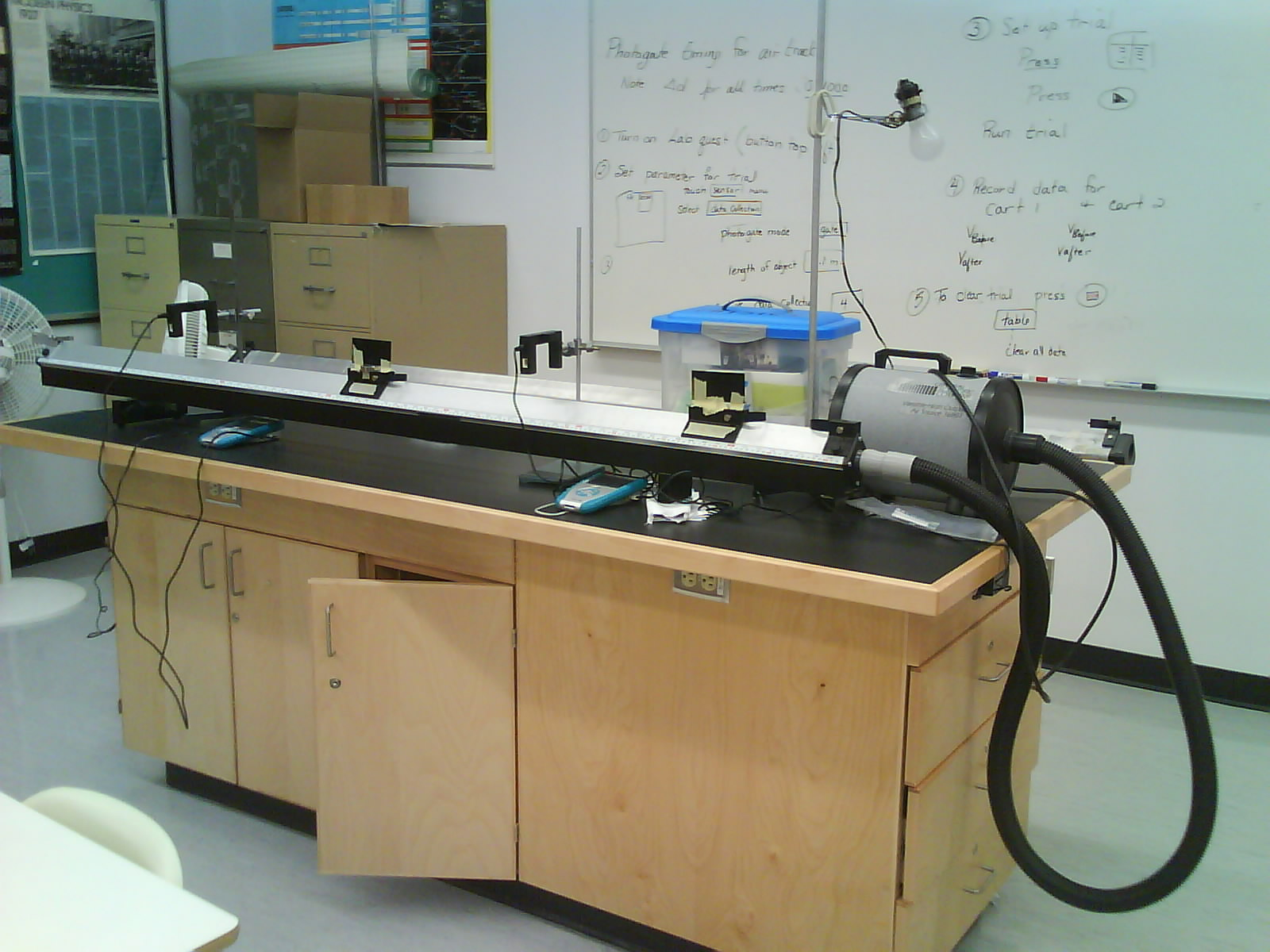
صورة لجهاز المسار الهوائي

المسار الهوائي هو جهاز علمي يستخدم لدراسة الحركة في محيط منخفض الاحتكاك. يأخذ اسمه من هيكله، بحيث يضخ الهواء على طول مسار مجوف يحتوي على ثقوب ملساء، هذه الثقوب تمرر الهواء من خلالها وتسمح لعربة مخصصة بالانزلاق على المسار حتى يصبح المسار نسبياً خالٍ من الاحتكاك. غالباً ما يكون المقطع العرضي للمسار الهوائي مثلث الشكل. تحتوي العربة على قاعدة ثلاثية تركب بطريقة منتظمة على المسار وتستخدم تحديداً لدراسة وإثبات قوانين الحركة في محيط منخفض الاحتكاك.
يستخدم المسار الهوائي ايضاً لدراسة التصادمات بنوعيها التصادمات المرنة والتصادمات غير المرنة.
بما ان هناك طاقة ضائعة قليلة جداً من الاحتكاك، من السهل بيان ان العزم الحركي محفوظ قبل وبعد التصادم. ويستخدم ايضاً لاستعراض السرعة اللحظية والمتوسطة والتسارع الثابت.
تم اختراع المسار الهوائي في منتصف الستينات في معهد كاليفورنيا للتكنولوجيا على يد البروفيسور نيهر ولايتون، قام العالمان بعرض اختراعهما خلال اجتماع لجمعية الفيزيائيين الأمريكيين في مدينة نيويورك في سنة 1965 حيث اطلع عليه البروفيسور جون ستل من جامعة الفرد وفرانك فيرغسون من شركة ايلينغ. المسار الأصلي كان بطول 1 متر وفتحات صغيرة وكان يستخدم هواء ذو ضغط عالي. قام البروفيسور ستل بعد ذلك بتطوير نسخة بسيطة من الجهاز باستخدام أنبوب المنيوم مربع الشكل مع فتحات هواء كبيرة وضخ هواء من مخرج مكنسة هواء. استطاع ستل لاحقا بتصميم مسار المنيوم مخصص بمساعدة من شركة ايلينغ قامت بطرحه تجارياً في اطوال متعددة للمسار وصلت إلى 10 متر. قام ت. والي ويليامز في عام 1969 بتطوير مفهوم الجهاز ليصبح طاولة هوائية ذات بعدين.